# 上海航路

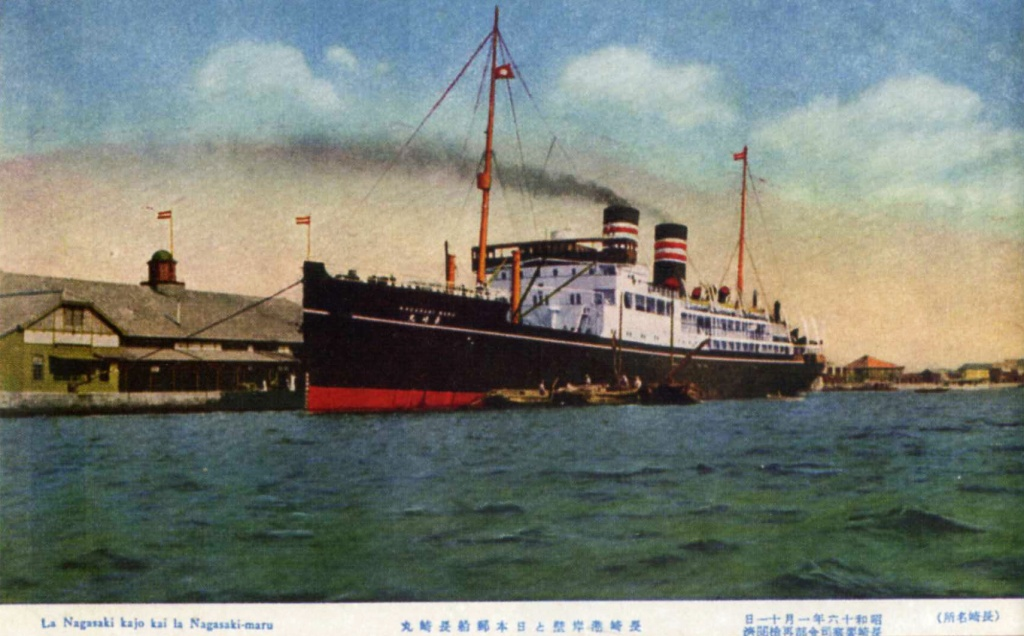
停泊於長崎港的日華聯絡船長崎丸

上海航路又稱日華聯絡船、日支聯絡船，是由日本郵船（后由東亞海運接手）运营的一条往返于神戶港、長崎港至上海之间国际定班客貨运航线。

## 背景
1856年，大英轮船公司开设连结长崎、上海的定期航班。1867年，美國航商太平洋邮船公司开设横滨至上海的每月航行三次的定期航班。中日航運有利可圖的背景下，促進了新興的日本航商參與經營。1875年，三菱商会开设橫濱至上海的航班，三菱為了該航路配置了東京丸等4艘船隻每周航行一次，為日本企業經營的首條中日海運航線。1885年，三菱商会獨佔了上海航路，並且成立日本郵船。日本郵船在第一次世界大戰后从英国购进快速輪船。
1884年（明治17年），大阪商船公司在長崎千馬町開設分店，同時日本郵船也在長崎梅香崎町開設分店；在當地，三井物產與英國商人開設的商會有大量的貿易輸出訂單。為了擴大外銷，日本政府陸續在九州開闢博多港、三角港、門之津港，在本州則是神戶港、橫濱港、門司港等陸續興起，長崎港在明治末期遭遇國內其它港口的挑戰，港口運量開始下降。長崎工商團體眼見此事，在1910年（明治43年）向中央要求開闢由長崎港開航的新航線，提升長崎經濟發展。
當時的遞信大臣後藤新平接到陳情後，評估認為開闢「上海至長崎航運，在經由火車轉運東京」會比「上海至東京航班」更為省時。在1918年（大正7年）10月決定開闢長崎到上海的定期航班，1920年（大正9年）3月正式發布此一航線開設資訊，長崎港為了這條定期航班擴建初島碼頭。在1910年時，東京方面評估該航線運輸需增加2艘貨輪，日本郵船因此在1920年向英國威廉·丹尼兄弟造船廠採購2艘極速21節的客貨船「長崎丸」、「上海丸」作為營運主力。

## 歷史
1922年10月23日，長崎丸竣工。1923年2月11日，日本郵船开设长崎至上海的每周航行二次的定期航班，這一航班叫做日華聯絡船，船隻有长崎九、上海丸。不過開航當年的9月因爆發關東大地震，兩艘船皆受日本政府徵用運輸物資與疏散災民，直到11月18日才結束徵用。
日華聯絡船開通後，許多長崎以及九州島的人前往上海參觀。不過開闢當年該條航線因為載客量不足，因此營運虧損45萬日幣；為了解決經營虧損日本郵船在1924年（大正14年）5月開闢由神戶港到長崎港的航班，作為日本國內海運航點的接駁。1930年（昭和5年），日本國鐵長崎本線沿伸至長崎港，並增設長崎港站，該站主要營運是抵達門司港站的直達車班，改善長崎港與北九州和其它國內交通的銜接瓶頸。
1939年，因戰時經濟狀態，日本政府成立東亞海運，整併日本各航商所有的中國航線。日華聯絡船航線，以及长崎九、上海丸均移交東亞海運運營。同時因中國抗日戰爭的背景，日中航運的需求有增無減，東亞海運在1940年（昭和15年）10月引進神戶丸號客貨輪加入此航線營運。
1942年5月17日，长崎丸因觸雷沉沒；同年11月11日，神戶丸在長江出海口與天山丸貨輪相撞，兩船皆沉沒。1943年10月30日，上海丸在長江出海口與崎戸丸貨輪相撞沉沒，營運該航線的三艘貨輪折損後，上海航線實質上中止營運。